# 金剛院 (沼田市)
金剛院（こんごういん）は、群馬県沼田市坊新田町にある天台宗の寺院。別称・海王山善福寺金剛院。

## 由緒
寺の伝えによると応永年間（1394年 - 1428年）、沼田氏一族が京都の愛宕神社（愛宕宮）を勧請したのが起源だという。寺伝では沼田景繁の3男沼田景次、『真田記』では「沼田五代の3男沼田景次」によるという。
『真田記』によれば、沼田景次が出家して京都の愛宕神社の威徳院に入り、その別当になったという。その後、沼田氏の勧請により、「野狐塚（やこづか）」（利根郡横塚村、利南村を経て、現在の沼田市横塚町）に愛宕社（愛宕神社）が創建された。この愛宕社は沼田氏の居城である幕岩城の鬼門の方角に位置し、城の鎮護社だった。
愛宕社の別当寺は近隣一円に点在し、沼須村（利南村を経て、現在の沼田市上沼須町）にもあった。のちの戦乱時に愛宕社にあった本尊の阿弥陀如来像を、沼須村の別当院に遷したのが、現在の本尊だという。
元和2年（1616年）、当時の沼田藩藩主真田信之により、沼須村から沼田城城下の坊新田に移された。このとき新しい敷地として100間四方の土地を授けられた。
寺伝によると、山号を授かるため延暦寺（滋賀県）に向かう途上、熱田神宮の渡河地で渡し船が和邇に妨げられたことから「海王山」「善福寺」に決められたという。

## 歴史

### 戦国時代まで
金剛院は古くから修験道の基地として知られていた。上杉謙信と北条氏康・北条氏政による越相同盟（永禄12年・1569年）に際しては、金剛院の僧が交渉役を勤めた。『関八州古戦録』（『関東古戦録』）によると、この同盟締結にあたり金剛院の修験者が北条方の使者として立てられ、春日山城での交渉により、氏康の末子北条氏秀を人質として差し出すことなどを取り決めたという。
天正6年（1578年）前後の記録によると、寺内に寺1（廃寺）、末寺1、門寺2とある。天正壬午の乱（天正10年・1582年）では、進攻してきた北条軍により、沼田城もろとも包囲を受けた。天正12年（1584年）には住職の了雲が隠居するため、沼須村に正福寺を創建した。

### 江戸時代
天正18年（1590年）に沼田城城主となった真田信之は城下町の開発に取り組み、街区の再編成や用水の整備を行った。慶長19年（1614年）からは新街区の区画割りを始め、元和2年（1616年）に城下町の南端に「坊新田町」を新設した。坊新田町はその名が表すとおり寺院を集めて新設された街区であり、金剛院も100間（約182メートル）四方の土地が割り当てられて沼須から坊新田町に移転させられた。貞享3年（1686年）の検地帳には、寺地は1町2反3歩となっている。
元和6年（1620年）以降、金剛院はたびたび火難に見舞われており、現存する本堂は天明7年（1787年）に造営されたものである。

### 綾戸隧道の開発

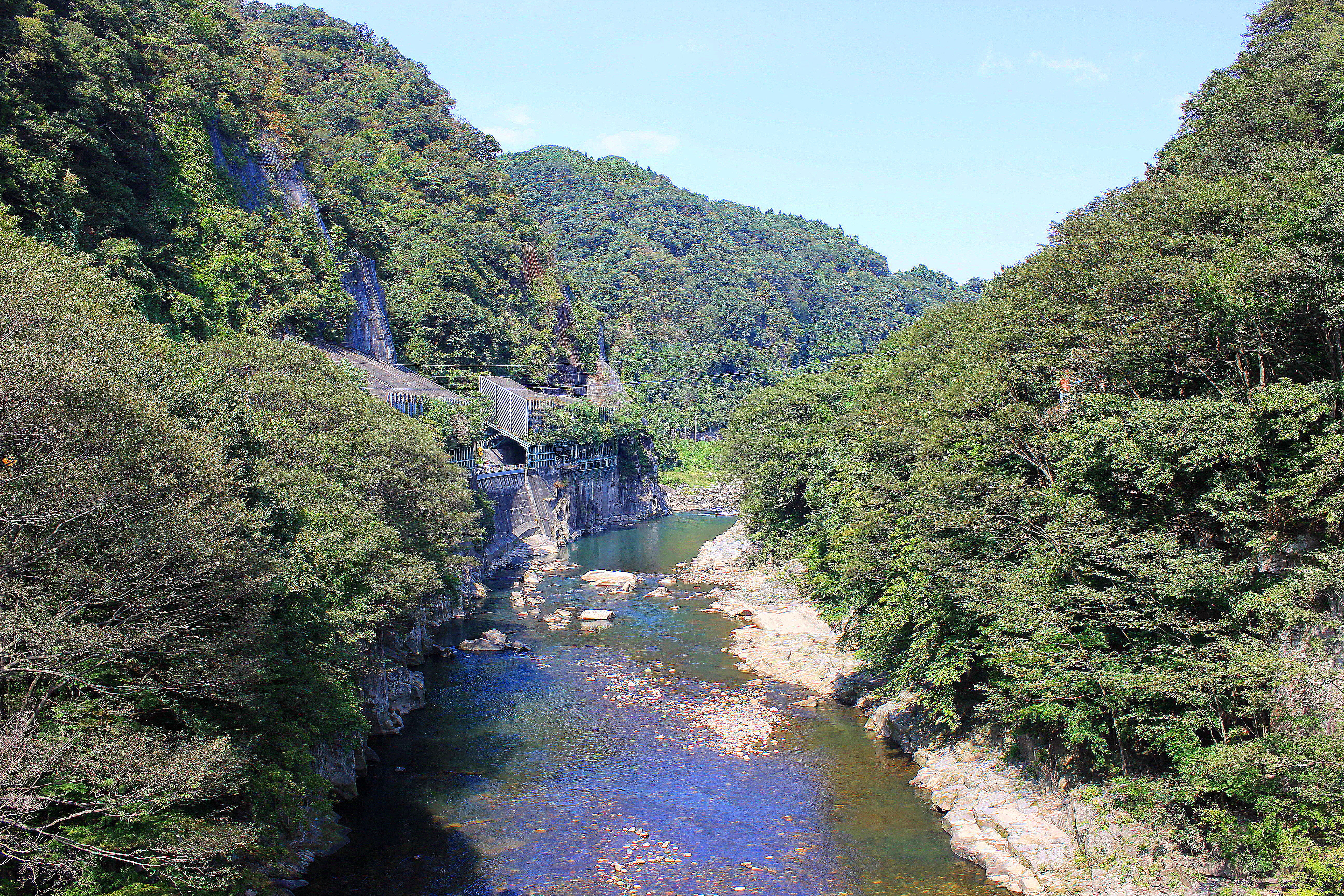
綾戸渓谷（2012年）

沼田から南へ流れる利根川には、沼田と下流の渋川とのあいだに綾戸と呼ばれる峡谷がある。両岸は赤城山由来の凝灰角礫岩と子持山火山の安山岩でできていて、全長1キロメートルあまりに渡り、落差100数十メートルの絶壁になっている。そのためここは古来から、沼田盆地と上野国中心部の間、ひいては関東地方と北陸地方を結ぶ交通路の難所となっていた。
江戸時代まではここは通行不能で、「七曲り十八坂越」と呼ばれる6キロあまりの迂回路を越える必要があった。しかしこの迂回路は冬季の通行が難しかった。
金剛院26世住職の江舟は、この綾戸峡谷に隧道を穿ち、交通の難所を解消する事業に取り組んだ。江舟は工事資金の寄付を募って477両を集めた。迂回路「七曲り十八坂越」沿いの集落の住民は、従来の利権を失ったり、新道の維持管理の役務が増えることを嫌い、この事業に反対していた。江舟はこの説得にあたり、天保13年（1842年）に合意を取り付けた。翌年に藩の裁可を、天保15年（1844年）に幕府の許可を得ると、工事に取り掛かった。
この年のうちに小さな穴が開通するまでになったのだが、まだ人馬は通れないほどの寸法でしかなく、そこで資金難のため事業は頓挫してしまった。弘化3年（1846年）には全長およそ30メートルの隧道「綾戸穴道」が完成を見たものの、隧道の前後を繋ぐ橋が頻繁に流されてしまい、実用に堪えるものではなかった。安政4年（1857年）には計画を主導した江舟が死没し、隧道は放棄された。
この事業は文久3年（1863年）に地元の篤志家や前橋・高崎の商家の援助によって再開され、完成を見た。これにより上野国中部と北部を結ぶ交通の要衝となり、交通量が増えた。戊辰戦争では、新政府軍がこの隧道を抜けて沼田藩領へ侵攻している。現在は国道17号がここを通過しており、旧来の綾戸穴道にかわって全長45メートルの綾戸トンネルが開削された。（綾戸バイパスも参照。）

## 近現代
天台宗寛永寺（東京都台東区）の末寺となっていたが、明治維新に際して天台宗延暦寺（滋賀県大津市）の末寺となった。明治14年（1881年）には真言宗成田山新勝寺（千葉県成田市）を勧請、「沼田成田山」と号するようになった。
節分会でも知られる。

## 寺宝
- 金剛の船松
- 綾戸隧道開鑿日誌